# NGC 4095
NGC 4095 ist eine elliptische Galaxie vom Hubble-Typ E mit aktivem Galaxienkern im Sternbild Coma Berenices am Nordsternhimmel. Sie ist schätzungsweise 318 Millionen Lichtjahre von der Milchstraße entfernt und hat einen Durchmesser von etwa 120.000 Lichtjahren.
Im selben Himmelsareal befinden sich u. a. die Galaxien NGC 4089, NGC 4091, NGC 4093, NGC 4098.
Das Objekt wurde am 26. April 1785 vom deutsch-britischen Astronomen Wilhelm Herschel entdeckt.